# 上东关马骏旧居
上东关马骏旧居位于山西省晋城市城区东街街道东关社区，建于民国时期。

## 保护
2013年1月，上东关马骏旧居公布为第三批晋城市文物保护单位，编号3-25。